# Bagaméri Béla
Bagaméri Béla (Kolozsvár, 1922. augusztus 22. – 2013. június 29.) gépészmérnök, barlangkutató.

## Munkássága
Az 1940-es években került kapcsolatba az Erdélyi Kárpát-Egyesülettel. Rotaridesz István, az akkori EKE titkár, a barlangász csoport vezetője túravezetői tanfolyamán ismerkedett meg a barlangjárással.
A Kolozsvári Amatőr Barlangkutató Egyesület tagja, amely az ő kezdeményezésére és vezetésével 1966-ban alakult meg. Kiváló erdélyi barlangkutató, akinek a nevéhez fűződik a Király-erdő és a Bihar-hegység közel 200 barlangjánál a feltárás irányítása. Első nagy kutatási eredménye a Szelek barlangjának a felfedezése volt 1957. április 7-én (egyes források szerint április 4-én), melyről „Szelek barlangja” címmel, Coman és Tóth szerzőtársaival írt könyvet (Bukarest, 1961). Ennek a barlangnak a hossza a mai kutatási eredmények alapján több mint 50 kilométer. Ezzel a Kárpát-medence leghosszabb barlangja napjainkban. 1970-ben Orbán Ferenc írt könyvet „Kockázat napjai” címmel, mely a Bagaméri Béla által vezetett egyik barlangkutató expedícióról szól. Barlangkutató élményeit dolgozta fel „Lámpafényben a barlangvilág” című Márton Ilonával közösen írt könyvében (Kolozsvár, 1998). 1997-től a Magyar Karszt- és Barlangkutató Társulat tiszteletbeli tagja volt.
Az 1990-ben újrainduló EKE alapítása óta tevékenyen kivette részét a szervezésből, túravezetői tanfolyamokat szervezett, túrákat vezetett. Kezdeményezője volt a Kolozsvári EKE keretében hajdanán létezett Lépésmérő Társaság újjáalakításának, melynek elnöke is volt.

## Munkái
- Bagaméri Béla – Dan Coman – Tóth Kálmán: A Szelek barlangja. (Bukarest, 1961)
- A szelek barlangja. Élet és Tudomány, 1969.
- Bagaméri Béla – Egri László: Barlangkutató tábor a Fehér-sziklák alatt. Karszt- és Barlangkutatási Tájékoztató, 1971. 5. füz. 11–14. old.
- Árvizek a föld alatt. Az FRTA - CCSS Közlönyében (1980)
- A felfedezések, feltárások, kutatások értelmezésének meghatározásai a karszt jelenségekre vonatkozóan az amatőr barlangkutatás szempontjait tekintve. Az FRTA - CCSS Közlönyében (1980)
- Bagaméri Béla, Matos P.: Javaslatok a barlangok és karsztterületek védelmi szabályzatának kiegészítésére. Speleotex, 1984. 4. sz.
- Ismerjük meg az Erdélyi Barlangász Egyesület (SAS) tagjait. Ardealul Speologic, 1990. 1. sz.
- Lámpafényben a barlangvilág. (Kolozsvár, 1998)

## Díjai, elismerései
- A Magyar Érdemrend lovagkeresztje (2012)